# 大岡雲峰
大岡 雲峰（おおおか うんぽう、明和2年〈1765年〉 - 嘉永元年〈1848年〉）とは、江戸時代の旗本、文人画家。

## 来歴
名は成寛、通称次兵衛。字は公栗。雲峰と号す。江戸の生まれで筑後柳河藩士牛田忠光の子として生まれる。のちに旗本大岡助誥の養子となり、天明8年（1788年）24歳のとき家督を継ぐ。寛政3年（1791年）には表右筆に任じられる。
絵では鈴木芙蓉の高弟で、のちにふたつ年上の谷文晁の門人となった。山水画・花鳥画を得意とし、二宮尊徳とその娘の画の師にもなった。四谷大番町に住み、画風を南蘋派に転じると四谷南蘋と称され、文化年間には文晁や酒井抱一などと並称された。
本草学にも興味を持ち、増田繁亭編『草木奇品家雅見』（そうもくきひんかがみ、文政7年〈1824年〉）や水野忠暁『草木錦葉集』（文政12年〈1829年〉）などに弟子の関根雲停、石川碩峰とともに挿絵を描いている。天保7年（1836年）6月21日に雲峰主催の尚歯会が大窪詩仏の詩聖堂で開催され、村井東洋（82歳）、谷文晁（75歳）、春木南湖（78歳）、大窪詩仏（70歳）など11人が参加した。雲峰はこのとき73歳、江戸画檀の長老として敬われた。享年84。

## 作品
版本
- 『狂歌雅友集][3]』
- 『漢画石譜[4]』　※文政4年の序文あり。明治13年（1880年）刊

本画
| 作品名           | 技法         | 形状・員数 | 寸法（縦x横cm） | 所有者               | 年代               | 落款・印章                   | 備考                               |
| ---------------- | ------------ | ---------- | --------------- | -------------------- | ------------------ | ---------------------------- | ---------------------------------- |
| 関羽図           |              |            |                 | 斉田記念館           | 1809年（文化6年）  | 己巳仲冬上澣雲峯大岡成寛拜圖 |                                    |
| 三十六歌仙       |              |            |                 | 須賀神社             | 1836年（天保7年）  |                              | 書は千種有功。新宿区指定有形文化財 |
| 日金山富嶽眺望図 | 布地墨画着色 | 1幅        | 67.5x131.7      | 静岡県立美術館       | 1839年（天保10年） |                              |                                    |
| 林和靖畜鶴図     | 絹本著色     | 3幅対      |                 | 世田谷区立郷土資料館 |                    |                              |                                    |
| 蘐園諸彦会讌図   | 紙本著色     |            |                 | 京都大学総合博物館   |                    |                              | 朝川善庵讃                         |
| 近江八景図       |              |            |                 | 立花家史料館         |                    |                              |                                    |

## 門人
- 歌川広重
- 鈴木香峰
- 川崎一峰
- 関根雲停
- 石川碩峰
- 滝和亭
- 吉川緑峰
- 齋田雲岱
- 寒川雲晁
- 橘雲峨